# 사카테촌 (미에현)
사카테촌(坂手村)은 미에현 시마군에 설치되었던 촌이다. 현재의 도바시에 해당한다.